# 金鸡钻石
金鸡钻石是中国历史上有记录可考的最大的天然钻石。
1937年秋，由山东省郯城县莫罗疃村农民罗佃帮在金鸡岭发现，故此得名。钻石重6两8钱（16两制），换算为281.25克拉。时值抗日战争期间，1938年春，日军驻临沂伪道尹公署顾问川本定雄从张英杰手中得到钻石，至今下落不明。